# ريمون كيرش
ريمون كيرش (بالفرنسية: Raymond Kirsch)‏ هو مصرفي ومحامي واقتصادي لوكسمبورغي، ولد في 1943 في Hobscheid ‏ في لوكسمبورغ، وتوفي في 11 مارس 2013 في مدينة لوكسمبورغ في لوكسمبورغ.